# Sabine Zimmermann (política)

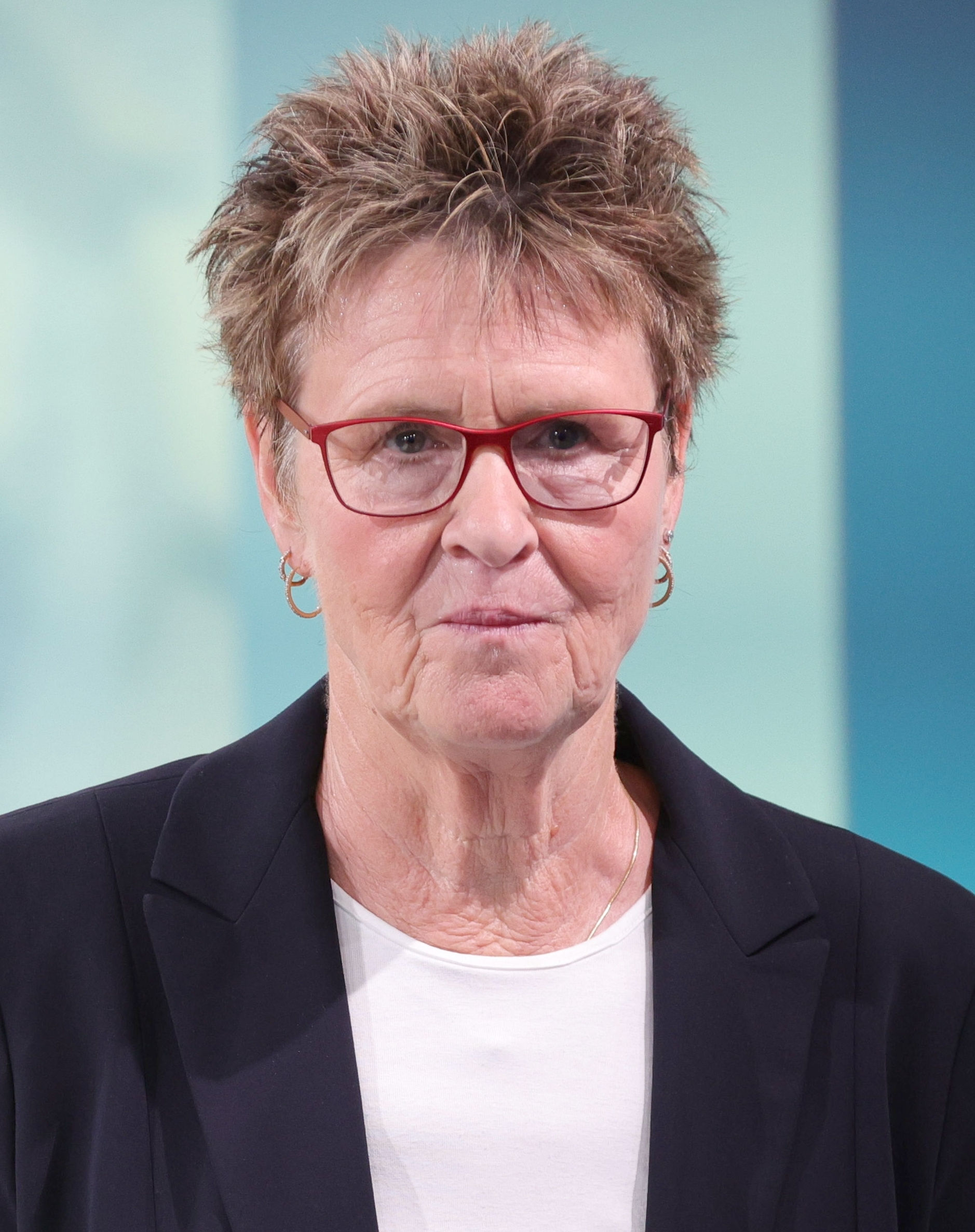
Sabine Zimmermann, 2024

Sabine Zimmermann (nascida em 30 de dezembro de 1960) é uma política alemã. Nasceu em Pasewalk, Mecklenburg-Vorpommern, e representa a esquerda. Sabine Zimmermann serve como membro do Bundestag do estado da Saxônia desde 2005.

## Vida
Ela tornou-se membro do Bundestag após as eleições federais alemãs de 2005. É membro da Comissão de Turismo, da Comissão Principal e da Comissão da Família, Idosos, Mulheres e Juventude.